# Травне (Сладковський район)
Тра́вне (рос. Травное) — село у складі Сладковського району Тюменської області, Росія.
Населення — 44 особи (2010, 47 у 2002).
Національний склад станом на 2002 рік:
- росіяни — 89 %